# 曼恩河畔蒙特勒伊
曼恩河畔蒙特勒伊（法語：Montreuil-sur-Maine，法語發音：[mɔ̃tʁœj syʁ mɛn] ⓘ）是法国曼恩-卢瓦尔省的一个市镇，属于瑟格雷区。

## 地理
曼恩河畔蒙特勒伊（47°39'1"N, 0°41'48"W）面积11.13 平方千米，位于法国卢瓦尔河地区大区曼恩-卢瓦尔省，该省份为法国西部内陆省份，大致对应安茹地区，北起顺时针与马耶讷省、萨尔特省、安德尔-卢瓦尔省、维埃纳省、德塞夫勒省、旺代省、大西洋卢瓦尔省和伊勒-维莱讷省接壤。
与曼恩河畔蒙特勒伊接壤的市镇（或旧市镇、城区）包括：尚贝莱、舍尼耶-尚特塞、托里涅当茹、蓝色安茹地区瑟格雷、勒利翁当热。

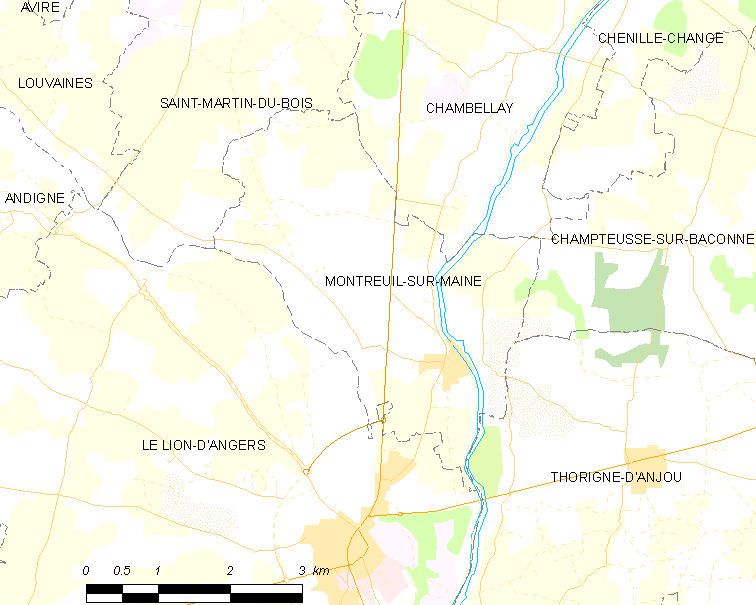
曼恩河畔蒙特勒伊的OSM定位图

曼恩河畔蒙特勒伊的时区为UTC+01:00、UTC+02:00（夏令时）。

## 行政
曼恩河畔蒙特勒伊的邮政编码为49220，INSEE市镇编码为49217。

## 政治
曼恩河畔蒙特勒伊所属的省级选区为蒂耶尔塞县。

## 人口

1962-2008年间曼恩河畔蒙特勒伊人口变化图示

曼恩河畔蒙特勒伊于2022年1月1日时的人口数量为792人。